# Sarconiptera
Sarconiptera is een monotypisch geslacht van schimmels behorend tot de familie Mollisiaceae. Het bevat alleen Sarconiptera vinacea.